# Henrique José Ramos da Luz
Henrique José Ramos da Luz (São José, 7 de dezembro de 1915) é um mecânico e político brasileiro.
Filho de Jaime D. S. da Luz e de Georgina da C. Ramos da Luz. Casou com Ely Souza Ramos.
Foi candidato a deputado estadual para a Assembleia Legislativa de Santa Catarina (ALESC) nas eleições de 1954 pelo Partido Democrata Cristão (PDC). Obtendo 1.328 votos ficou como suplente, e foi convocado para a 3ª Legislatura (1955-1959).